# Motywacja w miejscu pracy
Motywacja w miejscu pracy – czynniki związane ze środowiskiem pracy oraz właściwościami indywidualnymi, które wyjaśniają, dlaczego ludzie zachowują się w określony sposób w pracy.

## Zarys problematyki
Ogólne cele badania motywacji ludzi w miejscu pracy:
- Tradycyjnie, badania były prowadzone na zlecenie pracodawców i to im głównie miały służyć. Badacze chcieli dowiedzieć się co ludzi motywuje, aby dzięki tej wiedzy zwiększyć poziom motywacji. Założenie było takie, że poskutkuje to cięższą pracą i większymi dochodami.
- Współcześnie badanie motywacji służy realizacji celów humanitarnych, tj. zwiększaniu osobistej satysfakcji z pracy, poczucia spełnienia oraz zdobywania osiągnięć.

Dwie teorie rozróżniania pracowników przez menadżerów zaproponowane przez McGregora
- Teoria X zakłada, że ludzie z natury są leniwi i nie lubią pracować, zatem rolą pracodawcy jest zmuszanie i kontrolowanie pracowników za pomocą systemu kar i nagród.
- Teoria Y mówi o tym, że ludzie mają psychiczną potrzebę pracy, chcą brać na siebie odpowiedzialność i dążą do osiągnięć.

Oba podejścia znalazły odzwierciedlenie w rozmaitych teoriach motywacji do pracy.

## Teorie motywacji do pracy
- Teoria hierarchii potrzeb.

Jej twórcą był Abraham Maslow, uporządkował potrzeby ludzkie ze względu na ich ważności. Według autora tej teorii zawsze chcemy to, czego nie mamy, a co za tym idzie, potrzeby zaspokojone nie motywują do działania. Dopiero wówczas, gdy zaspokoimy potrzeby niższego rzędu możemy zwrócić uwagę na te, które są wyżej w hierarchii. W pracy głównymi potrzebami motywującymi są: potrzeba przynależności, która motywuje do tworzenia więzi interpersonalnych, potrzeba szacunku, która może być zaspokojona poprzez kupno domu, lub samochodu będących potwierdzeniem sukcesów oraz ostatni, najwyższy poziom w piramidzie, czyli potrzeba samorealizacji, która mówi o tym, że pracownicy potrzebują możliwości rozwijania się, brania odpowiedzialności i wykorzystywania zdolności. Rutynowe, nudne prace uniemożliwiają zaspokojenie tej ostatniej potrzeby.
- Teoria McClellanda.

Motywacja osiągnięć – teoria koncentruje się na potrzebie osiągania czegoś, dobrego wykonania pracy i chęci bycia lepszym.   Jej autorem jest David McClelland, który badał motywację osiągnięć i odkrył, że efektywnych liderów charakteryzuje bardzo silna motywacja. McClelland odkrył 3 właściwości, które charakteryzują osoby z wysoką motywacją osiągnięć:

• Preferują środowisko pracy, w którym mogą określić swoją odpowiedzialność za rozwiązywane problemy.

• Potrafią kalkulować ryzyko i ustanawiają cele możliwe do zrealizowania.

• Potrzebują dowodów uznania i sprzężenia zwrotnego o czynionych postępach.

Wiele badań wykazało dodatnią korelację między natężeniem motywacji osiągnięć a wynikami firm, lub po prostu oznakami zaangażowania pracowników. 
- Teoria Jahody.

• Marie Jahoda przeprowadziła w 1931 badanie nad bezrobotnymi mieszkańcami australijskiej wioski, na podstawie którego rozróżniła wtedy potrzeby jawne (środki do życia) od utajonych (status, poczucie celu, ważności).

• Zdaniem Jahody praca nie tylko zapewnia człowiekowi środki do życia, ale także zaspokaja jego utajone potrzeby nawiązywania i utrzymywania kontaktów społecznych, osiągania i zachowywania wysokiego statusu społecznego, poczucia celowości i struktury czasowej.

• Wg Jahody bezrobocie może być odbierane pozytywnie przez bezrobotnego, jeśli jego utajone potrzeby zostaną zaspokojone w inny sposób – np. przez pracę społeczną.
- Teoria płacy.

• 66% Brytyjczyków i 95% Japończyków w sytuacji, gdyby wygrało w Totolotka, nie zrezygnowałoby z pracy.

• Ludzie nie zawsze dążą do maksymalizacji nagród finansowych, lecz kierują się też innymi motywami (badania w Hawthorne Eltona Mayo)

• Osoby o orientacji wewnętrznej nie spostrzegają płacy jako najważniejszej korzyści.

• Płaca stanowi zaledwie jeden z komponentów satysfakcji zawodowej.
- Teoria ERG.

Stworzona przez Claytona Alderfa. Wyróżnił on 3 podstawowe potrzeby: istnienia, więzi społecznych oraz wzrostu. Wszystkie 3 mogą zostać zaspokojone w środowisku pracy. Potrzeby istnienia są najbardziej podstawowe, związane z fizycznym przetrwaniem. Pracodawca może je zaspokoić poprzez wynagrodzenie, świadczenia dodatkowe lub np. bezpieczeństwo w miejscu pracy. Potrzeby więzi społecznych są warunkowane przez poczucie szacunku, uznania i przynależności do grupy. Potrzeby wzrostu natomiast koncentrują się na samym sobie. Mogą być zaspokojone poprzez wykorzystanie wszystkich naszych umiejętności i zdolności w miejscu pracy. Ważne jest, że potrzeby w tej teorii nie są uporządkowane hierarchicznie - w tym samym czasie możemy podlegać wpływowi wszystkich naraz.
- Teoria Mayo.

• Efekt Hawthorne – osoby badane reagują na sam fakt brania udziału w badaniu.

• Wykazano, że nieformalne grupy wywierają wpływ na zachowania pracowników, a ludzie przedkładają nagrody takie jak integracja społeczna nad korzyści finansowe.

• Uznano to za dowód silnej roli potrzeb społecznych w motywowaniu pracowników.
- Model Witaminowy Warra.

• Sugeruje, że środowisko pracy dostarcza jednostce 9 czynników, które wpływają na jej zdrowie psychiczne (8 motywów – potrzeb, które decydują o zachowaniach człowieka w pracy – pomija dostępność środków finansowych)

• 9 czynników podzielono na dwa rodzaje: AD – szkodliwy nadmiar (duże dawki wyrządzają szkodę), CE – stały skutek (duże dawki nie szkodzą)

• Według tego modelu, jeśli  osobowe cechy jednostki nie odpowiadają danemu czynnikowi środowiskowemu, będzie ona odczuwała większe zadowolenie, gdy poziom danego czynnika w środowisku będzie niski. (introwertyk lepiej odnajdzie się w otoczeniu, gdzie jest niewiele możliwości nawiązywania kontaktów)

•„Stosunek ludzi do pracy stanowi funkcję zarówno samej pracy jak i ich osobowości”.
- Dwuczynnikowa teoria zadowolenia z pracy Herzberga.

Autorem tej teorii jest Frederick Herzberg. Wyjaśnia ona motywacje i satysfakcje z pracy w kategoriach wykonywanych zadań oraz właściwości środowiska pracy.

Zgodnie z tą teorią istnieją dwa rodzaje czynników motywujących: motywatory, które prowadzą do satysfakcji z pracy oraz czynniki higieny, które mogą dawać niezadowolenie. Motywatory są wewnętrznymi właściwościami pracy (np. obowiązki, wielkość ponoszonej odpowiedzialności, uznanie), przypominają samorealizacje z teorii Maslowa. Niezadowolenie z pracy wywołują czynniki higieny, które są zewnętrzne wobec stanowiska pracy, są to np. polityka firmy, jakość przywództwa i wysokość wynagrodzenia. Kiedy czynniki higieny oceniane są negatywnie, wynikiem jest niezadowolenie z pracy, kiedy jednak ocenianie są pozytywnie, niekoniecznie efektem będzie satysfakcja, a po prostu brak niezadowolenia.
- Teoria oczekiwań.

Stworzona przez Victora Vrooma  teoria, zakłada, że ludzie podejmują wybory oparte na oczekiwaniu, i że  po konkretnych zachowaniach nastąpią określone nagrody. Ludzie w pracy będą wykonywać swoje zadania na takim poziomie, który zapewni im największą wypłatę czy też korzyść. To nasza percepcja ważności wyniku określa jego siłę jako motywatora. Im silniejsze jest nasze oczekiwanie nagrody - przy założeniu, że ma ona wystarczającą wartość - tym intensywniej będziemy pracować, aby ją zdobyć. 
- Teoria wyznaczania celów.

Autorem tej teorii jest Edwin Locke. Opiera się ona na założeniu, że podstawowym źródłem motywacji jest pragnienie osiągnięcia konkretnego celu. Cel jest tym, czego zamierzamy dokonać w określonym czasie. Ustanawianie konkretnych i trudnych do realizacji celów może motywować i kierować naszym zachowaniem oraz zachęcać do efektywnej pracy. Posiadanie celów w porównaniu do ich braku prowadzi do wyższego poziomu wykonania zadania. Konkretne cele są bardziej motywujące niż cele ogólne. Zarówno jak cele trudne w porównaniu do celów łatwych. Jednakże cele zbyt trudne są jeszcze gorsze niż ich brak. Ważnym elementem teorii jest również indywidualne zaangażowanie - inaczej siła determinacji przy realizacji celu, które zależy od czynników zewnętrznych np. wsparcie kolegów, interaktywnych, np. rywalizacja, oraz wewnętrznych, np. oczekiwanie sukcesu.